# しらけ世代
しらけ世代（しらけせだい）は、1960年代（昭和30年代後半～40年代前半）に活性化した日本の学生運動が鎮火したのちの、政治的に無関心な世代。1980年代（昭和50年代後半）には、世相などに関心が薄く、何においても熱くなりきれずに興が冷めた傍観者のように振る舞う世代を指した。また、真面目な行いをすることが格好悪いと反発する思春期の若者にも適用された。このことからノンポリ世代（ノンポリせだい）とも呼ばれる場合もある。

## 範囲
この世代を指す範囲の定義は諸説ある。
1. 1950年代に生まれた世代[5]：この範囲では、学生運動が下火になる時期に大学生だった世代から、共通一次試験制度が開始される前までに大学に入った世代までという範囲である。この場合、「新人類」は共通一次試験を経験した1960年代に生まれた世代を指している。
2. 1950年代の“後半に”生まれた世代[3][4]：最も狭い定義で、「無共闘世代」と呼ばれることもある[6][7]。この範囲では、ベビーブームが過ぎた後の出生数が最も少なくなった時期に生まれ、高度経済成長と学生運動時代が終わった直後に高校を出て、共通一次試験制度が始まる前に大学に入った世代、という範囲に基づいている。
3. 1950年代から1960年代半ばに生まれた世代[1][4]：最も広い定義で、この範囲では、大学在学中に学生運動が終わった世代から、バブル景気が起こる前に成人した世代までを一括している。この場合でも1950年～1967年度生まれ、1953年～1962年度生まれなど諸説ある。

また、高度経済成長と学生運動時代が終わった後から冷戦が終結したころに成人した1955年（昭和30年）4月2日から1964年（昭和39年）4月1日頃に生まれた世代（定義 3. が該当）は、「新人類」と呼ばれることがある。
以下、本項では主に 3. の定義、つまり1950年（昭和25年）4月2日～1968年（昭和43年）4月1日に生まれた世代で記載する。

## 成長過程
前期しらけ世代・1950年 - 1955年度、つまり1950年（昭和25年）4月2日 - 1956年（昭和31年）4月1日〉生まれ）は第一次ベビーブームに続く世代（ポスト団塊の世代）に当たり、高度経済成長初期に小学校に入り、1970年（昭和45年）の大阪万博の頃に高校を卒業した世代である。この世代の大学進学率は戦前生まれ世代に比べて飛躍的に上昇したものの（特に女子の大学・短大進学率は倍以上に増えた）約20%ないし約30%であり、「金の卵（を産む鶏）」として中卒や高卒で集団就職する人も。その一方で、大学進学志向の強い高校、あるいは予備校に在学していた時期に70年安保などの学生運動を経験した者も存在した。そして、成人する時期にあさま山荘事件（1972年2月）や沖縄返還（1972年5月）や1973年の第一次オイルショック（石油危機）を経験した。
中期しらけ世代・1956年 - 1961年度、つまり1956年（昭和31年）4月2日 - 1962年（昭和37年）4月1日生まれは、出生数が前後の世代に比べて少なくなった時期に生まれた世代に当たる。高度経済成長時代中期に小学校に入り、小学校時代から高校時代の1970年代前半（昭和40年代後半）の時期にあさま山荘事件や沖縄返還やオイルショック（石油危機）を経験した。また、彼らが会社に就職した時期はオイルショック後の低成長期で、後の就職氷河期ほど酷くはないものの、オイルショック前に就職した上の世代に比べると就職環境は厳しかった。
後期しらけ世代・1962年 - 1967年度、つまり1962年（昭和37年）4月2日 - 1968年（昭和43年）4月1日生まれ）は、ひのえうまショックの1966年（昭和41年）を除き出生数が再び上がり始めた世代に当たる。高度経済成長時代後期に小学校に入り、小学校時代から中学校時代の時期にあさま山荘事件や沖縄返還やオイルショック（石油危機）を経験した。また、この世代が就職するころ、今までとは違う価値観を持っているといわれ、新人類と呼ばれるようになった。
1972年（昭和47年）に連合赤軍事件で学生運動が急速に衰え、一つの時代の終わった無力感と学生運動への失望が起き、1973年（昭和48年）にオイルショック（石油危機）が起きて高度経済成長が終わると、「シラケ」という言葉が若者の間で流行し、「無気力・無関心・無責任」の三無主義（後に｢無感動・無作法｣を加えて五無主義ともいわれた）を中心とする風潮が見られた。何をしても言っても「しらけ（当て字で「白け」）る」「しらけた」を連発し、冷めており、政治的な議論には無関心になり、一種の個人主義に徹する傾向が強くなった。
1975年（昭和50年）頃に若者の間において安保闘争・全共闘が代表するような過激な政治志向が消えオカルトブーム等に移行し、四畳半フォーク（代表例：かぐや姫の「神田川」）、井上陽水の「傘がない」、ドラマ『俺たちシリーズ』3部作（俺たちの旅・俺たちの朝・俺たちの祭）に見られるようなノンポリ・個人生活優先・心理社会的モラトリアムの傾向が残り、若者の「シラケ」を強く印象づけた。一方でこうした世相を自虐的な笑いに結びつけることもあった。1976年（昭和51年）から放送された『みごろ!たべごろ!笑いごろ!』では「しらけ鳥」というキャラクターを登場させシュールな笑いを誘った。
1970年代（昭和50年代前半）末期に差し掛かると、個人的な消費による自己実現を目指す風潮が生まれ、拝金主義やブランド指向の風潮が芽生え始める。この時期を象徴する文化が松任谷由実（1972年のデビュー当時は荒井由実）のニューミュージックや、「ブランド小説」とも呼ばれた田中康夫の『なんとなく、クリスタル』（1980年）である。こうした風潮は、1986年（昭和61年）から1991年（平成3年）まで起こったバブル景気（バブル経済）の好景気によって絶頂期を迎える。

### バブル崩壊後
2025年（令和7年）現在、最も広義の解釈でしらけ世代と呼ばれる年齢は概ね57歳から75歳である。多くは定年になって既に子育ても終え、エンプティ・ネストとなっており、特にポスト団塊の世代に属する年長のしらけ世代は70歳以上の中期高齢者の年代に入っている。

## 文化
文学では、川上弘美・村上龍などの純文学の担い手を生み、浅田次郎・あさのあつこ・石田衣良・大沢在昌・高村薫・東野圭吾・宮部みゆき・京極夏彦ら娯楽的な小説の大家を輩出した。
1950年（昭和25年）度〜1964年（昭和39年）度生まれからは、おたく産業に関わるクリエイターを多数輩出し、この世代の中でも1955年（昭和30年）〜1964年（昭和39年）生まれは「おたく第一世代」と呼ばれている。
なお、1950年〜1964年生まれの女性は、成人する1970年代から1980年代前半にかけて「アンノン族」と呼ばれる新しい国内旅行のスタイルを生み出した。アンノン族によって生み出された個人旅行のスタイルは、1980年代以降、団塊の世代以降の男性も含めた日本人に広く定着した。また、新婚旅行の行き先に海外を選ぶ新婚カップルが増えたのもこの世代である。
1980年代半ばには、1983年（昭和58年）にデビューした尾崎豊（1965年〈昭和40年〉生まれ）を「しらけ世代」の最たる者として記事に採り上げたりキャプションをつけることが度々あった。

## 各国の類似の世代
米国では、ジェネレーションX（X世代。1960年代初頭または半ばから1970年代に生まれた世代）が該当する。ベトナム戦争の終結による「しらけムード」の中で10代を過ごし、個人主義と内向性を特徴としており、政治や社会に対して冷めている傾向が強い。